# Orbinia papillosa
Orbinia papillosa är en ringmaskart som först beskrevs av Ehlers 1897.  Orbinia papillosa ingår i släktet Orbinia och familjen Orbiniidae.
Artens utbredningsområde är havet kring Nya Zeeland. Inga underarter finns listade i Catalogue of Life.